# ادینگتون، سامرست
ادینگتون (به انگلیسی: Edington) یک روستا و محله مدنی در بریتانیا است که در سژمور واقع شده‌است. ادینگتون ۳۷۲ نفر جمعیت دارد.